# Fénix Media Audiovisual
Fénix Media Audiovisual fue una productora de televisión española propiedad del grupo de comunicación Mediaset España y fundada en 2020 por Rafael Guardiola, Olga Flórez y Christian Gálvez. Cabe destacar que la producción de Fénix Media fue dirigida principalmente a Mediaset España, aunque también lo hizo para Cadena 100 y FORTA, habiendo producido varios programas como Alta tensión, 25 palabras o Socialité.
En agosto de 2025, siete meses después de que Christian Gálvez abandonara el proyecto, la productora anunció un Expediente de Regulación de Empleo a toda su plantilla, que cerraría para siempre tras cinco años de existencia, debido a la inviabilidad económica de su modelo operativo. Cabe destacar que Mediaset España era dueña del 40% de la empresa.

## Producción
- (2020) Qarenta (Be Mad y Mtmad)
- (2021) Caza de witches (Mtmad)
- (2021) De sábado con Christian Gálvez (Cadena 100)
- (2021 - 2022; 2024 - 2025) Alta tensión (Telecinco / Cuatro / À Punt / Telemadrid)
- (2022 - 2023) 25 palabras (Telecinco)
- (2023) Los Galindos: Toda la verdad (Mediaset España)
- (2024 - 2025) Socialité (Telecinco)
- (2024) Socialité Club (Divinity)